# Gregório Bondar
Gregório Gregórievich Bondar (en ucraniano: Бондар Григорій Григорович) (Óblast de Cherkasy, 18 de noviembre de 1881–Salvador, 20 de febrero de 1959) fue un botánico, zoólogo, agrónomo, fitopatólogo y micólogo ucraniano, que desarrolló gran parte de su actividad científica en Brasil.

## Biografía
Graduado en el Instituto Agrícola como ingeniero agrónomo, de la Universidad de Nancy, Francia.
Sin razones aparentes, en 1916 volvió a Rusia, en pleno desarrollo de la Primera Guerra Mundial, y tras el conflicto regresó a Sudamérica.

## Honores
- El Comité Ejecutivo del Plan de Agricultura de Cacao Archivado el 9 de agosto de 2020 en Wayback Machine. - CEPLAC, órgano ligado al Ministerio de Agricultura, Ganadería y Abastecimiento del Brasil, que posee en Belmonte - BA, una Estación Experimental nombrada Estación Experimental Gregório Bondar
- miembro de la Sociedad Entomológica de Petrogrado (actual Sociedad Entomológica Rusa)[1]
- miembro de la Sociedad Brasileña de Entomología

## Abreviatura (zoología)
La abreviatura Bondar  se emplea para indicar a Gregório Bondar como autoridad en la descripción y taxonomía en zoología.